# Чемпионат России по русским шашкам среди женщин 2015
Чемпионат России по русским шашкам среди женщин 2015 года проходит в Сочи с 18 сентября по 30 октября в классической программе (основная программа), а также в быстрой программе (рапид) и молниеносной программе (блиц). Одновременно проводится Чемпионат России среди мужчин.

## Результаты

### Основная программа
Приняли участие 23 спортсменки, в том числе, 3 международных гроссмейстера, 7 мастеров спорта и 13 кандидатов в мастера спорта. Игры проходят по швейцарской системе в 9 туров.
Призёры
| Место | Участник          | Звание                     | Рейтинг | Очки | Победы | Ничьи | Пораж. | Коэффициент |
| ----- | ----------------- | -------------------------- | ------- | ---- | ------ | ----- | ------ | ----------- |
| 1     | Жанна Саршаева    | международный гроссмейстер | 2591    | 7,5  | 6      | 3     | 0      | 43,5        |
| 2     | Софья Морозова    | гроссмейстер               | 2522    | 7    | 5      | 4     | 0      | 47          |
| 3     | Ника Леопольдова  | мастер спорта              | 2428    | 6    | 5      | 2     | 2      | 41,5        |
| 4     | Наталья Шестакова | кмс                        | 2329    | 5,5  | 3      | 5     | 1      | 49,5        |
| 5     | Ксения Кузнецова  | мастер спорта              | 2366    | 5,5  | 4      | 3     | 2      | 45,5        |
| 6     | Елизавета Егорова | кмс                        | 2339    | 5,5  | 3      | 5     | 1      | 44,5        |
| 7     | Полина Пенигина   | кмс                        | 2282    | 5    | 4      | 2     | 3      | 50          |
| 8     | Сайыына Попова    | мастер спорта              | 2429    | 5    | 4      | 2     | 3      | 47          |
| 9     | Ирина Анурина     | мастер спорта              | 2356    | 5    | 4      | 2     | 3      | 44,5        |
| 10    | Юлия Мосалова     | международный гроссмейстер | 2455    | 5    | 2      | 6     | 1      | 42,5        |

### Быстрые шашки
Приняли участие 28 спортсменок, в том числе, 2 международных гроссмейстера, 2 гроссмейстера, 8 мастеров спорта и 16 кандидатов в мастера спорта. Игры проходили по швейцарской системе в 9 туров.
Призёры
| Место | Участник         | Звание                     | Рейтинг | Очки | Победы | Ничьи | Пораж. | Коэффициент |
| ----- | ---------------- | -------------------------- | ------- | ---- | ------ | ----- | ------ | ----------- |
| 1     | Жанна Саршаева   | международный гроссмейстер | 2591    | 7    | 6      | 2     | 1      | 49,5        |
| 2     | Ника Леопольдова | мастер спорта              | 2428    | 7    | 6      | 2     | 1      | 45          |
| 3     | Юлия Кузнецова   | мастер спорта              | 2375    | 6    | 3      | 6     | 0      | 43          |

### Блиц
Приняли участие 27 спортсменок, в том числе, 2 международных гроссмейстера, 2 гроссмейстера, 7 мастеров спорта и 16 кандидатов в мастера спорта. Игры проходили по швейцарской системе в 9 туров.
Призёры
| Место | Участник          | Звание                     | Рейтинг | Очки | Победы | Ничьи | Пораж. | Коэффициент |
| ----- | ----------------- | -------------------------- | ------- | ---- | ------ | ----- | ------ | ----------- |
| 1     | Жанна Саршаева    | международный гроссмейстер | 2794    | 8    | 7      | 2     | 0      | 50          |
| 2     | Наталья Шестакова | кмс                        | 2790    | 6,5  | 4      | 5     | 0      | 52          |
| 3     | Софья Морозова    | гроссмейстер               | 2777    | 6,5  | 5      | 3     | 1      | 51,5        |